# Primer govern de Perón

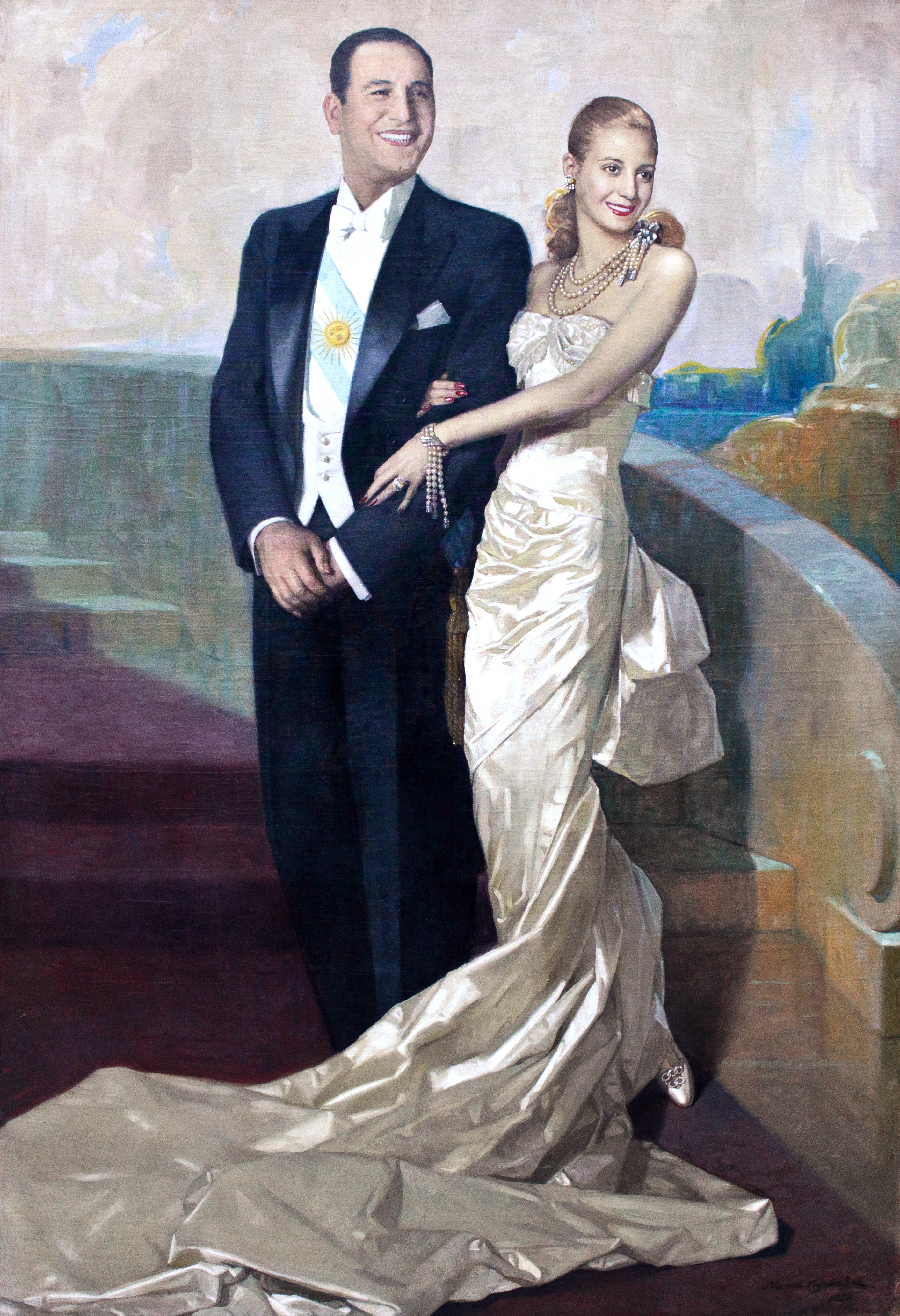
Retrat oficial del President de la Nació realitzat el 1948 per Numa Ayrinhac, amb Juan Domingo Perón i Eva Perón

S'anomena primer govern de Perón a la gestió de Juan Domingo Perón com a president de la Nació Argentina compresa entre l'assumpció del càrrec el 4 de juny de 1946 (després de ser elegit com a resultat de les eleccions generals del 24 de febrer), fins a la seva segona presidència (després de vèncer en les eleccions presidencials de 1951).
El primer període presidencial de Juan D. Perón es va estendre entre el 4 de juny de 1946 i el 4 de juny de 1952. Entre les accions més destacades es troba la conformació d'un extens estat del benestar, amb eix en la creació del Ministeri de Treball i Previsió Social i la Fundació Eva Perón, una àmplia redistribució de la riquesa a favor dels sectors més postergats, el reconeixement dels drets polítics de les dones, una política econòmica que va impulsar la industrialització i la nacionalització de sectors bàsics de l'economia, i una política exterior d'aliances sud-americanes recolzada al principi de la tercera posició. En el mateix període es va realitzar una reforma constitucional que va sancionar l'anomenada Constitució de 1949.
El suport popular, organitzat per una coalició del Partit Laborista, la UCR Junta Renovadora i el Partit Independent, li va donar la presidència amb el 52% de vots en les eleccions del 24 de febrer de 1946, guanyant en gairebé totes les províncies. A Córdoba, San Juan i San Luis la coalició va perdre les presidencials, però no així les governacions. Corrientes va quedar com l'única província amb un governador opositor, i va ser intervinguda a l'any següent.
Des de la presidència, Perón va impulsar polítiques que promoguessin la industrialització, l'expansió del mercat intern, la sindicalització dels treballadors i l'ampliació de drets polítics, laborals, culturals i socials. Es va sancionar la Llei de vot femení que va establir el sufragi universal a l'Argentina. Va impulsar la provincialització dels anomenats «territoris nacionals», que va concedir els drets polítics als habitants dels mateixos. Va ampliar enormement l'organització dels treballadors en sindicats que responien majoritàriament al corrent laborista (dominat pels corrents socialista i sindicalista revolucionària) i va promoure el predomini de la Confederació General de Treball (CGT) com a central unitària. Va impulsar la reforma constitucional de 1949, establint la igualtat jurídica entre homes i dones, incorporant els drets humans de segona generació, de la infantesa i la vellesa, i establint un sistema econòmic basat en la funció social de la propietat. Va portar endavant una política d'industrialització basada en la substitució d'importacions i l'expansió del mercat intern. Va nacionalitzar els ferrocarrils, el comerç exterior, la marina mercant, el servei telefònic i va crear la Societat Mixta Siderúrgica Argentina (Somisa), entre d'altres iniciatives econòmiques amb participació rellevant de l'Estat. Va establir la gratuïtat de l'ensenyament universitari. En el camp internacional va adoptar una política de «tercera posició», mantenint una equidistància entre els Estats Units i la Unió Soviètica en la recentment iniciada Guerra Freda, i va promoure l'enfortiment de les relacions llatinoamericanes, especialment en el Con Sud.
Durant la seva primera presidència, Perón va haver d'enfrontar les accions terroristes i colpistes organitzades per grups antiperonistes, entre els quals es va destacar la temptativa de cop d'Estat a l'Argentina del 28 de setembre de 1951.

## Inici
Després d'un curt lapse de descans, durant el qual va contreure matrimoni amb Eva Duarte a Junín, el 22 d'octubre, Perón va començar la seva campanya política. El sector de la Unió Cívica Radical que li donava suport va formar la UCR Junta Renovadora, a la qual es van sumar el Partit Laborista i el Partit Independent; l'organització radical FORJA es va dissoldre per sumar-se al moviment peronista.
El 1945, l'ambaixada dels Estats Units dirigida per Spruille Braden va promoure la unificació de l'oposició en un front antiperonista, que va incloure als partits Comunista, Socialista, Unió Cívica Radical, Demòcrata Progressista, Conservador, la Federació Universitària Argentina (FUA), la Societat Rural (terratinents), la Unió Industrial (grans empreses), i la Borsa de Comerç. Un paper actiu en la campanya complirà la Societat Rural Argentina (SRA) comptant amb el suport actiu de l'Ambaixador estatunidenc a l'Argentina, Spruille Braden.
Durant la campanya es van produir dos fets que van afectar profundament el resultat. D'una banda el descobriment d'un important xec lliurat per una organització patronal com a contribució a la campanya de la Unió Democràtica. El segon va ser l'involucrament en qüestions internes del Departament d'Estat dels Estats Units (a instàncies de l'ambaixador Braden) en la campanya electoral a favor de la fórmula Tamburini-Mosca. Enmig de la campanya electoral de 1946, sectors lligats a la Societat Rural Argentina, la secció local de la Unió Cívica Radical i el Partit Liberal de Corrientes van planejar un atemptat per assassinar Perón en Corrientes. El 3 de febrer de 1946, aquest grup davant la marxa de Perón pels carrers de Goya es van posicionar sobre els sostres amb armes. Des d'un vehicle en què viatjaven els liberals Bernabé Marambio Ballesteros, Gerardo Speroni, Juan Reynoldi i Ovidi Robar, van disparar amb armes de foc a la gent que des del port, assabentada de la notícia, marxava cap al centre per repudiar l'intent d'assassinat. Al mateix temps, va sortir a la llum que Raúl Lamuraglia, un home de negocis, havia finançat la campanya de la Unió Democràtica a través de milionaris xecs del Bank of New York que havien tingut com a destinació sostenir el Comitè Nacional de la Unió Cívica Radical i als seus candidats José P. Tamborini i Enrique Mosca. Posteriorment, el 1951, l'empresari aportaria recursos per donar suport al cop d'estat fallit del general Benjamí Menéndez contra Perón, i el 1955 finançaria el Bombardeig de Plaça de Mayo.
El suport popular, organitzat pel Partit Laborista, la UCR Junta Renovadora i el Partit Independent, li va donar la presidència a Perón amb el 52.84% de vots en les eleccions del 24 de febrer de 1946, sent derrotat únicament a Córdoba, Corrientes, San Juan i San Luís. Perón es va imposar amb un 52.84% dels vots, mentre que José Pascual Tamborini es va col·locar en segon lloc amb el 42.87% dels vots, deu punts per sota del peronisme. El resultat del Col·legi Electoral, Perón va rebre 299 vots electorals contra només 66 de Tamborini. La Unió Democràtica va col·lapsar a l'hora de la seva derrota i mai va tornar a unir-se, mentre que els partits aliats de Perón es van unificar en el Partit Peronista a finals d'aquest any.
En les eleccions legislatives de 1946 que es van celebrar el 24 de febrer va tenir com a resultat una forta victòria per la coalició que donava suport a Juan Domingo Perón (el Partit Laborista i els seus aliats), que va obtenir majoria absoluta amb 101 dels 158 diputats. La coalició opositora a Perón, va obtenir tan sols 49 escons. Després del triomf electoral va dissoldre els tres partits que s'havien creat per sostenir la seva candidatura: Laborista, Unió Cívica Radical Junta Renovadora i el Partit Independent, per unificar-los en una sola organització política, anomenada primer «Partit Únic de la Revolució» i després «Partit Peronista» o «Justicialista».
Les eleccions de febrer de 1946 van ser reconegudes com absolutament netes pels mateixos dirigents i diaris opositors.

## Política económica
Durant el govern de Perón es va aprofundir la política de substitució d'importacions mitjançant el desenvolupament de la indústria lleugera que es venia impulsant des de la dècada anterior. Perón també va invertir fortament en l'agricultura, especialment en el cultiu de blat. Durant aquesta època el sector agropecuari es va modernitzar, a partir del desenvolupament de la indústria siderúrgica i petroquímica, es va impulsar la tecnificació i la provisió de fertilitzants, plaguicides i maquinàries, de manera que es va incrementar la producció i eficiència agropecuària.
El creixement de l'economia argentina durant el període peronista, els agregats van créixer en forma accelerada. La producció, per exemple, es va elevar gairebé un 30%, el consum, que entre 1930-1934 i 1946 s'havia incrementat un 55%, es va incrementar en un 18,5% entre 1946 i 1949. La inversió, deprimida durant la guerra, pràcticament es va duplicar entre 1945 i 1948.
Davant la manca de divises, producte de l'estancament del sector primari, amb les que s'importaven els béns de capital i productes necessaris per al procés d'industrialització, el 1946 Perón va nacionalitzar el comerç exterior mitjançant la creació de l'IAPI (Institut Argentí de Promoció de l'Intercanvi) que significava el monopoli estatal del comerç exterior. Aquest li va permetre a l'Estat obtenir recursos que va utilitzar per redistribuir cap a la indústria. Dit intercanvi intersectorial del sector agrari a la indústria, va provocar conflictes amb les patronals agropecuàries, especialment la Societat Rural Argentina.

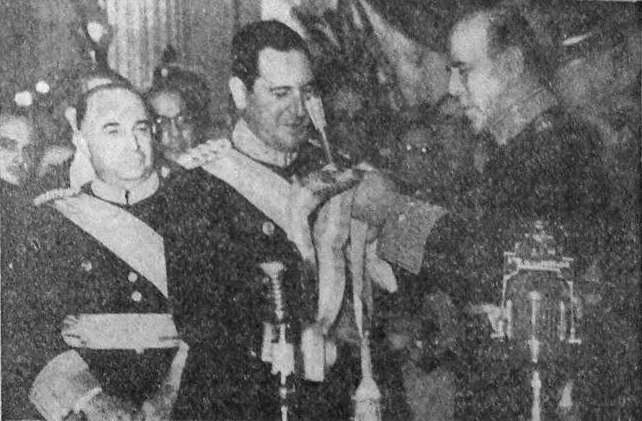
Perón rep els atributs presidencials de mans d'Edelmiro Farrell
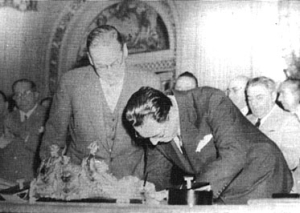
Perón signant l'escriptura per la qual tots els ferrocarrils van passar a mans de l'Estat
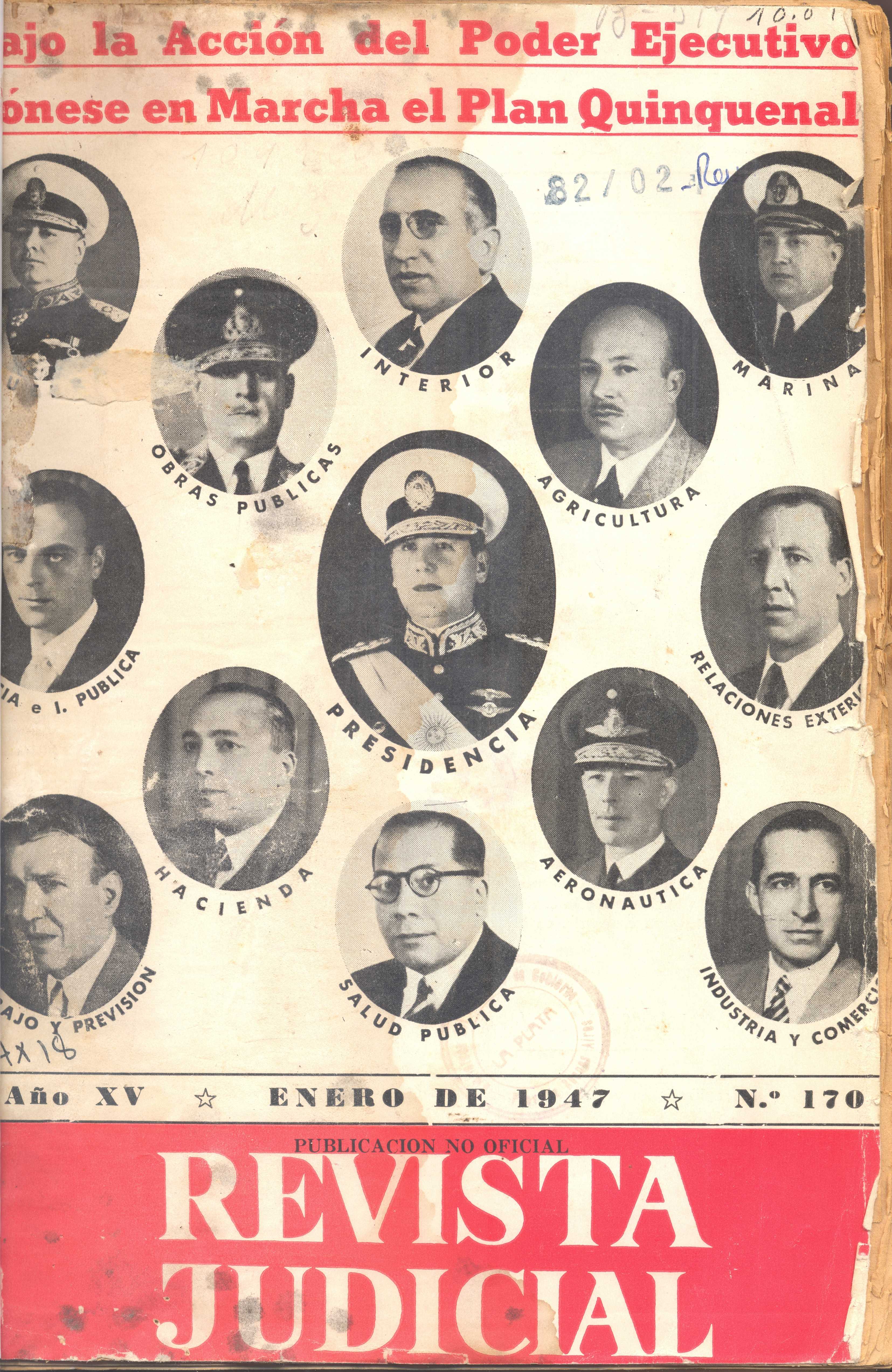
Portada de la Revista Judicial de 1947 que dona a conèixer el Pla Quinquennal

El 1947 va anunciar un Pla Quinquennal per enfortir les noves indústries creades, i començar amb la indústria pesant (siderúrgia i generació d'energia elèctrica a San Nicolás de los Arroyos i a Jujuy). Aquest mateix any va crear la Societat Mixta Siderúrgica Argentina (Somisa), designant al seu davant el general Manuel Savio i l'empresa Aigua i Energia Elèctrica. El Pla buscava transformar l'estructura socioeconòmica, reduir la vulnerabilitat externa (disminuint el deute i nacionalitzant els serveis públics), millorar el nivell de vida (mitjançant redistribució i obres públiques en sanitat, educació i habitatge), accelerar la capitalització industrial i desenvolupar el sistema financer local (per estabilitzar la balança de pagaments). Així, l'Estat assumeix una participació activa en l'economia.
El 1948 l'Estat va nacionalitzar els ferrocarrils, majoritàriament propietat de capitals anglesos, i va crear l'empresa Ferrocarrils Argentins. També en 1948 va crear l'Empresa Nacional de Telecomunicacions (ENTel).
El 1950 va crear Aerolíneas Argentinas, la primera empresa argentina d'aviació. Perón afirmava que l'Argentina havia obtingut el 1810 la llibertat política, però no la independència econòmica. La industrialització diversificaria i faria més complexa la matriu productiva (Scalise, Iriarte, s.d) i això, al seu torn, permetria a l'Argentina transcendir al paper assignat a la Divisió Internacional del Treball.
El nombre de passatgers transportat per la Flota Mercant de l'Argentina (creada el 1941) va augmentar d'1,4 milions el 1947 a 17,6 milions el 1951, mentre que el tonatge transportat va augmentar de 575 a 866 milions de tones.
La ciència i tecnologia van passar a tenir un paper fonamental en el desenvolupament. El 1951 es crea, mitjançant Decret 9695, el CONITYC (Consell Nacional d'Investigacions Tècniques i Científiques), antecedent del CONICET. Va comptar amb prestigiosos membres com Balseiro i Gaviola (física), Gamba (enginyeria nuclear) i Bussolino (astronomia). Havia de fomentar el desenvolupament del coneixement mitjançant beques, programes d'intercanvi, cursos d'especialització i perfeccionament, congressos científics, subsidis i contribucions especials, promoció de l'ús de patents industrials. Es va iniciar el desenvolupament d'energia nuclear amb la creació de la Comissió Nacional d'Energia Atòmica el 1950, amb científics com José Antonio Balseiro i Mario Báncora, que van desbaratar el frau de Ronald Richter i després van establir les bases del pla nuclear argentí.

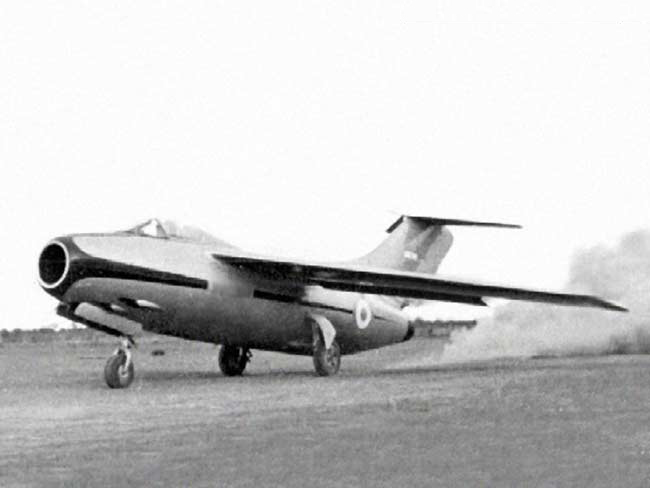
L'avió a reacció Pulqui II despegant

En el sector aeronàutic es va donar gran impuls a la producció nacional a través de la Fàbrica Argentina d'Avions, creada el 1927 pel president Marcelo T. de Alvear, destacant-se el desenvolupament d'avions de reacció mitjançant el «Projecte Pulqui» dirigit per l'enginyer alemany Kurt Tank. En Europa es va contractar a uns 750 obrers especialistes, dos equips de dissenyadors alemanys Reimar Horten, un equip italià (a càrrec de Pallavecino) i a l'enginyer francès Emile Dewoitine. Aquests equips, juntament amb enginyers i tècnics argentins, serien els encarregats de projectar els avions de reacció Pulqui I i Pulqui II, el bimotor Justicialista de l'Aire, després rebatejat I.Ae. 35 Huanquero, ales voladora Horten, etc. Així mateix, San Martín va gestionar l'ingrés al país d'un important grup de professors del Politècnic de Torí, amb els quals es va crear l'Escola d'Enginyeria de la Força Aèria Argentina. Aquest personal acadèmic també va formar part del claustre de la Facultat d'Enginyeria de la Universitat de Córdoba. També es van fabricar els avions I.Ae. 22 «DL» d'entrenament avançat, l'I.Ae 24 Calquín de bombardeig i atac, l'I.Ae 23 d'entrenament primari, el bimotor de caça I.Ae. 30 Ñancú. Completen aquest període el planejador d'assalt I.Ae. 25 Mañque, el motor d'aviació I.Ae 16 El Gaucho, el coet teledirigit AM-1 Tábano i aeronaus d'instrucció elemental i d'ús civil: I.Ae 31 Colibrí, I.Ae 32 Chingolo, i el F.M.A. 20 Boyero. La concreció d'aquests projectes aeronàutics va motivar la formació d'una important xarxa de proveïdors de parts d'alta qualitat, i com a conseqüència, la creació del parc industrial que va ser la base del posterior desenvolupament i enlairament industrial de Córdoba.
Durant el Pla Quinquennal va arribar a concedir 170.000 préstecs hipotecaris per un total de 570 milions de pesos. Es van construir més de 217.000 habitatges, sense incloure els barris construïts en les províncies (en el cas de Buenos Aires arriben a xifres significatives). Només durant el Primer Pla Quinquennal (1946-1952) es van construir amb fons directes 350.000 habitatges per a obrers en tota la república. En el segon Pla Quinquennal, fins al 1955, es portaven construïts més de 150.000, a més dels monoblocs ubicats a Juan Bautista Alberdi i Lacarra, els apartaments del Barri Curapaligüe, els edificis gegantins que voregen l'Avinguda General Paz, el Camí de Cintura i l'Autopista a Ezeiza.

### El Primer Pla Quinquennal
El primer Pla Quinquennal va ser un procediment de planificació estatal anunciat a principis del segon semestre del 1946. La Secretaria Tècnica de la Presidència va començar a preparar un Pla de Govern per al període quinquennal comprès entre els anys 1947 i 1951. El Pla Quinquennal es va anunciar en el missatge presidencial del 19 d'octubre de 1946 com a «projecte de llei» que s'anava a enviar a la Legislatura.
L'article 1r presentava el «Pla de Realitzacions i Inversions» i desenvolupava diversos projectes de llei:
- Llei que crearia el Cos d'Advocats de l'Estat;
- Llei d'organització dels ministeris (autorització al Poder Executiu);
- Llei de bases que modificaria el Règim Municipal per a la Capital Federal;
- Llei que concediria Drets Electorals a la Dona;
- Llei que concediria drets electorals als suboficials de les Forces Armades;
- Llei d'organització de la sanitat pública;
- Llei de Construccions, Habilitació i Funcionament dels Serveis de Salut Pública;
- Llei de bases sobre Educació Primària, Secundària i Tècnica;
- Llei de reforma universitària;
- Llei de bases que reorganitzaria la Justícia Federal;
- Llei d'extensió del Fur de Treball;
- Llei que regularia les funcions notarials;
- Llei de bases creant la jurisdicció contenciosa-administrativa;
- Llei d'organització de Servei Exterior de la Nació
- Llei de bases sobre Immigració, Colonització i Població;
- Llei d'Arrendaments Rurals i de Parceria;
- Llei d'Accionariat Obrer;
- Llei de Bases instituint el Segur Social;
- Llei de Bases per al Foment de l'Habitatge;
- Llei de Reorganització de la Direcció Nacional de l'Energia;
- Llei Nacional d'Energia;
- Llei de Pesca i Caça Marítima;
- Llei de Defensa de la Riquesa Forestal;
- Llei que crearia el Centre Nacional d'Investigacions Agropecuàries;
- Llei de Foment de la Indústria Nacional;
- Llei que modificaria la Llei de Duanes;
- Llei de Bases de Creació del Cos de Duanes.

El pla plantejava la necessitat de preveure i codificar en un sol cos el conjunt de mesures que afectaven l'exportació i la importació, reglamentant la tipificació, l'envàs i la certificació de la qualitat dels productes exportables i establint un règim duaner ajustat a les realitats d'aquest moment

## La política educativa

### L'ensenyament primari i secundàri

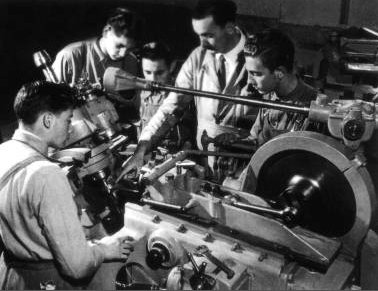
Les escoles tècniques creades per Juan Domingo Perón van ser part tant d'un reclam sindical com d'una política d'industrialització. Entre 1941 i 1946, la classe obrera industrial havia crescut un 38 %, passant de 677.517 a 938.387 treballadors

Durant el govern peronista, el nombre d'inscrits a les escoles primàries i secundàries va créixer a taxes superiors a la dels anys anteriors. El 1946 hi va haver 2.049.737 alumnes inscrits a les escoles primàries i 217.817 a les secundàries, mentre que el 1955 van ser 2.735.026 (+33,4%) i 467.199 (+114,4%), respectivament. El creixement més ràpid de l'escola secundària respecte de la primera indica que es va produir l'accés a l'educació secundària de la major part dels fills de classe mitjana i d'una part significativa dels estrats alts de la classe treballadora, el que es veu confirmat per la circumstància que el major augment es va donar en l'ensenyament comercial i tècnic.
El 1946, a causa de la creixent industrialització de l'Argentina durant la Segona Guerra Mundial, es va crear la Comissió Nacional d'Aprenentatge i Orientació Professional (CNAOP), i es van fundar escoles tècniques destinades a la capacitació d'operaris.
L'ensenyament religiós va ser ratificada per llei de Congrés el 14 de març de 1947, i es va mantenir durant gairebé tot el govern de Perón, fins a ser abolida a les escoles primàries i secundàries públiques (no així en les privades) el 16 de desembre de 1954 al marc del conflicte de govern amb l'Església catòlica.
L'escola argentina s'havia format com un territori neutral sense discriminació política, racial ni religiosa, però durant el govern peronista no solament els docents estaven obligats a comentar els actes de govern més importants, sinó que a més els textos escolars van començar a incorporar dibuixos, fotografies i textos laudatoris de Perón i Evita tals com «Viva Perón!», «Perón és un bon governant», i «Perón i Evita ens estimen», i altres similars, que es van constituir en un dels motius d'irritació dels opositors.
El Congrés va aprovar l'Estatut per al Personal Docent dels Establiments d'Ensenyament Privat i el Consell Gremial d'Ensenyament Privat que igualava els drets dels docents d'escoles privades a què gaudien els públics. El 1951, es va sancionar la Llei 5651 d'Estabilitat i escalafó, que va ser aprovada per tots els sectors. Pel que fa al salari docent, establia que estaria determinat per la llei del pressupost i que les bonificacions periòdiques correspondrien tant als titulars com als suplents. Sobre els ascensos, especificava que els càrrecs superiors a vicedirector de primera categoria es designarien a través de concurs d'oposició. Al seu torn, els docents van assolir integrar el tribunal de classificacions docents.
Pel que fa a les llars d'infants, va ser aprovada la Llei Simini de 1946, que estableix les directrius per a l'ensenyament pre-escolar destinada als infants de tres a cinc anys.

### L'ensenyament universitari

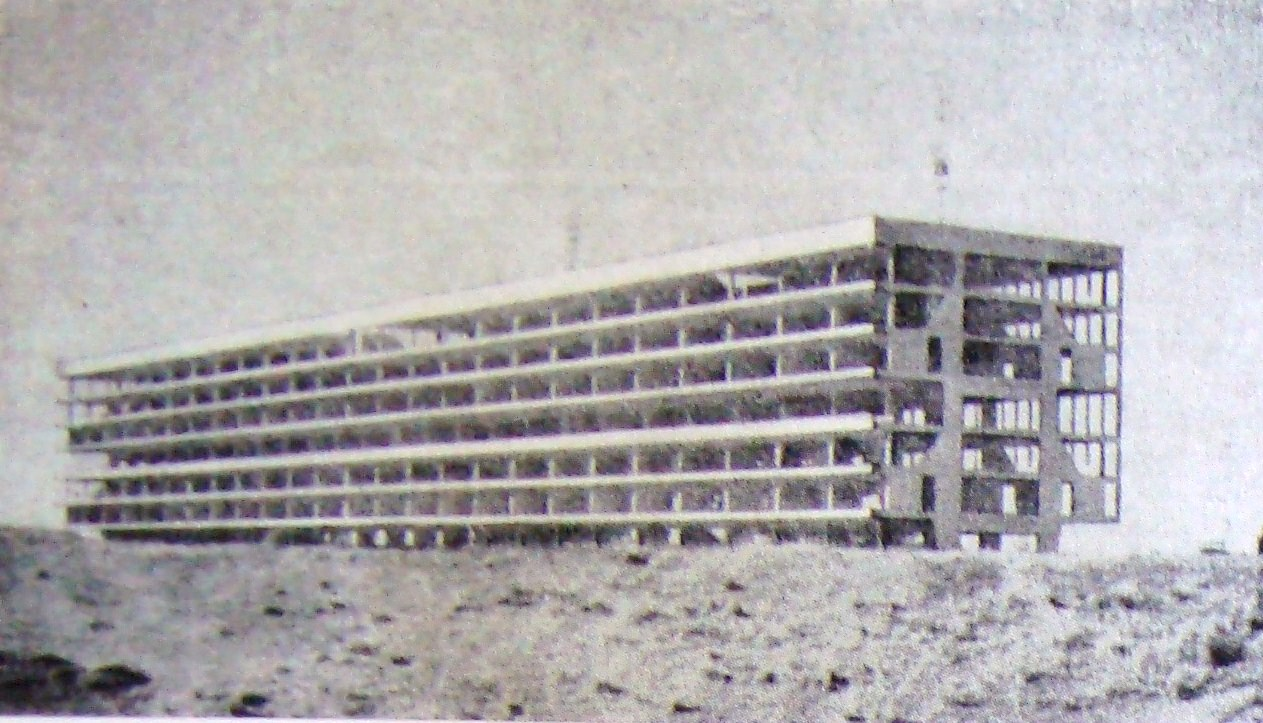
El bloc residencial de la Ciutat Universitària, projectat el 1949 i començat a construir aquest any

En matèria de política universitària, durant la seva primera presidència Perón va impulsar mesures que tendissin a apropar als sectors populars a la universitat pública. Durant els nou anys de govern de Perón, el pressupost destinat a la Universitat de Buenos Aires es va multiplicar per set.
Després de 15 anys de democràcies restringides i intervencions militars sobre els governs civils, el 1946 el Congrés va sancionar una nova Llei d'Educació Superior que va posar a les universitats sota l'òrbita de les regles d'una democràcia sense proscripció. Per això, i marcant una fita en la història de la legislació sobre educació superior, el peronisme va dictar el 1947 la Llei 13.031, anomenada «Llei Guardo», en honor del diputat justicialista creador del seu articulat. La Llei 13.031 va incloure 115 articles que tractaven temes com carrera docent, règim d'alumnat, tasques i objectius universitaris, i finançament. Va reconèixer l'autonomia universitària per al foment de la cultura, la investigació i la formació professional (art. 1). Aquesta legislació va posar punt final a la llarga vigència dels quatre articles de la reduïda Llei 1.597 de 1885, «Llei Avellaneda», que va oficiar de marc legal fins llavors.
El 1948 va enviar a al Congrés un projecte de llei per crear la Universitat Obrera Nacional (actualment denominada UTN), que va ser creada per Llei 13.229 i posada en funcionament el 1952, amb centres a Buenos Aires, La Plata, Bahía Blanca i Avellaneda. L'objectiu de la Universitat Obrera va ser orientar-la cap a l'enginyeria productiva amb règims d'estudis gratuïts i que facilitessin l'accés dels joves treballadors. Cap el 1955 ja tenia instituts a Capital federal, Córdoba, Mendoza, Santa Fe, Rosario, Bahía Blanca, La Plata i Tucumán. Els plans d'estudi privilegiaven especialitats com ara les construccions mecàniques, els automòbils, la indústria tèxtil, i les instal·lacions elèctriques.
Com a part de les innovacions pedagògiques en matèria d'educació superior, es destaca la creació de la Universitat Tecnològica Nacional i l'incentiu que el govern peronista va brindar a les escoles tècniques. Es va establir la dedicació exclusiva per permetre als professionals investigar. En termes de matrícula, en aquests nou anys es va triplicar la quantitat d'estudiants en totes les universitats nacionals: va passar de 51.272 estudiants (el 1947) a 143.542 (el 1955). A més, per primera vegada es va instaurar un sistema de beques per a estudiants de baixos recursos a partir d'un impost del 2% sobre els sous que estableixen els articles 87 i 107 de la Llei 13.013. Això va possibilitar que per a l'any 1956, l'Argentina fos el país amb major quantitat d'estudiants universitaris en tota Amèrica Llatina.

Durant el primer govern de Perón es van coordinar els plans d'estudi, es van unificar les condicions d'ingrés a la Universitat, es van crear 14 noves universitats, es va elevar el pressupost des 48 milions (1946) a 256 milions (1950) de pesos. Les principals mesures del seu govern van ser l'ingrés sense restriccions, la gratuïtat i les beques (per tal d'obrir la Universitat al poble), la qual cosa representava tota una revolució sociocultural per l'època. La gratuïtat va ser receptada en el Decret 29.337 de 1949. A l'anunciar el decret Perón va declarar:
| «               | Des d'avui queden suprimits els actuals aranzels universitaris en forma tal que l'ensenyament sigui absolutament gratuït i estigui a l'abast de tots els joves argentins que anhelin instruir-se per al bé de país | » |
| — Juan D. Perón | |   |

El 1949, amb la intenció d'atendre alguns plantejaments dels universitaris i incorporar avenços de la llei sancionada del 1947 i establir les bases per a una nova Llei, s'incorpora un article en la Constitució Argentina de 1949:
| « | Les universitats tenen el dret de governar-se amb autonomia, dins els límits establerts per una llei especial que reglamentarà la seva organització i funcionament. | » |

Segons l'historiador Félix Lluna, la Llei 13.031 regia el govern de les universitats, a les que convertia en una dependència del Poder Executiu; des del rector fins l'últim titular de càtedra eren designats per decret, es suprimia l'autonomia funcional i financera i establia la pena d'expulsió als que actuessin «directament o indirectament en política» però en la pràctica aquesta norma no s'aplicava als que militaven en el Partit Peronista, el que s'evidencia en els molts funcionaris i legisladors de la mateixa que van ocupar llocs en les universitats. La representació estudiantil va ser eliminada dels consells, es va introduir l'exigència d'un certificat policial «de bona conducta» sense el qual no es podien prosseguir els estudis i va començar a haver-hi policies de civil omnipresents en aules i oficines universitàries.
L'any 1954 es sanciona una nova Llei, la Llei 14.297. S'hi incorporen alguns altres postulats de la reforma universitària, com la definició de l'extensió i la participació directa dels estudiants, aquesta llei aprofundeix la participació estudiantil en el govern de les Facultats, atorgant-los el dret al vot. En la Universitat Nacional de Tucumán es va realitzar profunda transformació, a través de múltiples creacions i una vasta expansió regional, com la construcció de la Ciutat Universitària (en el turó San Javier) i la fundació del Gymnasium Universitari, el 1948.
Durant el mandat de Perón, es va construir també l'edifici de la nova Facultat de Dret i es van crear les d'Arquitectura i d'Odontologia, sempre de la Universitat de Buenos Aires. Ja en la seva segona presidència, Perón va crear el Consell Nacional d'Investigacions Tècniques i Científiques (CONITYC), antecedent immediat del Consell Nacional d'Investigacions Científiques i Tècniques (CONICET), i es va obrir una nova seu regional de la Universitat Obrera a Tucumán. A la creació de l'Institut de Mineria i Geologia de la UNT a la província de Jujuy la va seguir la creació d'instituts en el camp de les arts, el dret, l'economia i la investigació científica. D'aquesta manera, també va planificar la construcció de la Ciutat Universitària a la Sierra de San Javier, les obres de la qual van començar el 1949. En el nord va expandir la Universitat a la regió, creant l'Institut de Geologia i Mineria, l'Institut de Biologia d'Altura, i l'Institut de Medicina Popular (a Jujuy); l'Escola Tècnica de Vespucci i l'Institut d'Humanitats (a Salta); i l'Escola d'Agricultura (a El Zanjón, a Santiago del Estero), per exemple. Va incorporar a la UNT la Universitat Salesiana del Treball i va crear el Servei Mèdic Universitari.

## La política sanitària

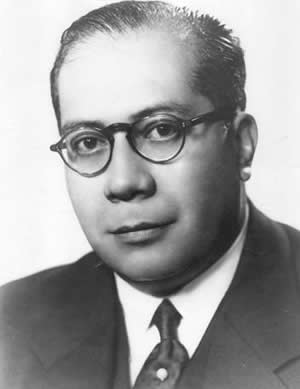
Ramón Carrillo, primer ministre de Salut de l'Argentina del 1949 al 1954

En 1946, Dr. Ramón Carrillo va ser designat Secretari de Salut Pública i el 1949, al crear-se nous ministeris, va passar a ser ministre de l'àrea. Des del seu càrrec va tractar de dur a terme un programa sanitari que es dirigia cap a la creació d'un sistema unificat de salut preventiva, guaridora i d'assistència social de caràcter universal en el qual l'Estat compliria un paper preponderant.
Pel que fa a la política sanitària, es caracteritza per l'augment de nombre de centres hospitalaris i la implementaciónde estratègies sanitàries a nivell nacional dirigides per la Secretaria de Salut Pública. Carrillo va decidir dedicar-se a atacar les causes de les malalties des del poder públic al seu abast. Sota una concepció ideològica que privilegiava el social sobre el lucre individual va permetre avançar en plans com la mortalitat infantil, que del 90 per mil el 1943 va baixar al 56 per mil el 1955, mentre que la tuberculosi va baixar del 130 per cent mil el 1946 a 36 per cent mil en 1951.
Des de la gestió sanitària, es van començar a complir normes sanitàries incorporades en la societat argentina, com les campanyes massives de vaccinació (antivariolosa i antidiftèrica) i l'obligatorietat del certificat per a l'escola i per fer tràmits. Es van implementar campanyes massives a nivell nacional contra la febre groga, les malalties venèries i altres flagells. Al capdavant de la Secretaria de Salut va dur a terme una campanya reeixida per erradicar el paludisme, dirigida pels doctors Carlos Alberto Alvarado i Héctor Argentino Cuello; la creació d'EMESTA, la primera fàbrica nacional de medicaments; i el suport als laboratoris nacionals per mitjà d'incentius econòmics perquè els remeis estiguessin disponibles per a tota la població. Durant la seva gestió es van inaugurar gairebé cinc-cents nous establiments sanitaris i hospitals, com l'Hospital de Roque Sáenz Peña (El Chaco), Hospital de Jobson-Vera (Santa Fe), Hospital de Pinto (Santiago del Estero), Hospital de Chos Malal i Hospital de Valcheta (Rio Negro), l'Hospital de Cruz del Eje i l'Institut de Gastroenterologia, Hemoteràpia i de Dermatologia (Capital Federal).
L'acció governamental va comportar un millorament substantiu en les condicions de la salut pública. També el període es va caracteritzar per la constitució o la consolidació de les obres socials dels sindicats, especialment aquells amb major nombre d'afiliats com ara els ferroviaris i els bancaris. El nombre de llits en hospitals que era de 66.300 el 1946 (4 per cada 1000 habitants) va passar a 131.440 el 1954 (7 per cada 1000 habitants). Es van fer campanyes per combatre malalties endèmiques com el paludisme, la tuberculosi i la sífilis utilitzant a gran escala els recursos del DDT per al primer i la penicil·lina per les últimes, i es va accentuar la política sanitària a les escoles al fer obligatòria la vaccinació en el seu àmbit. Va erradicar, en només dos anys malalties endèmiques com el paludisme (amb campanyes summament agressives), i va fer desaparèixer pràcticament la sífilis i les malalties venèries. Va posar fi a epidèmies com el tifus i la brucel·losi.
El 1942, uns 6,5 milions d'habitants tenien provisió d'aigua corrent i 4 milions serveis de clavegueram, i el 1955 els beneficiaris eren 10 milions i 5,5 milions respectivament. L'esperança de vida que era de 61,7 anys el 1947 va pujar a 66,5 anys el 1953.

## La política esportiva
Durant el seu govern, l'esport va assolir un alt grau de desenvolupament, es van realitzar els Tornejos Nacionals Evita, la unificació el 1947 de la Confederació Argentina d'Esports (CAD) amb el Comitè Olímpic Argentí (COA), la presència de centenars d'esportistes a l'exterior competint en diferents disciplines, la promoció d'esports no tradicionals, l'organització del mundial de bàsquet de 1950, dels Jocs Panamericans de 1951, de l'auspici estatal a Juan Manuel Fangio, van ser les primeres baules d'una política esportiva a nivell nacional.
El pilot Juan Manuel Fangio va guanyar cinc campionats mundials en fórmula 1. La selecció argentina de bàsquet masculí es va adjudicar el primer Campionat del món, i el boxejador Pascual Pérez, es va convertir en el primer campió mundial argentí, iniciant una llarga saga de campions, que farien de l'Argentina una potència en la boxa professional. Els Jocs Olímpics de Hèlsinki 1952 van marcar la major època d'esplendor dels Jocs Olímpics per a l'Argentina; després d'aquests jocs Argentina no tornaria a guanyar tantes medalles d'or fins als Jocs Olímpics d'Atenes 2004.

## Drets Humans

### Els drets de l'ancianitat
El 28 d'agost de 1948, Eva Perón va anunciar el Decàleg dels Drets de l'Ancianitat aprovat per Decret 32138 / 48:
- Dret a l'assistència
- Dret a l'habitatge
- Dret a l'alimentació
- Dret al vestit
- Dret a la cura de la salut física
- Dret a la cura de la salut moral
- Dret a l'oci
- Dret a la feina
- Dret a expressar-se
- Dret al respecte

El Decàleg va ser inclòs en la Constitució Nacional a l'any següent.
El peronisme va ser pioner en el reconeixement mundial dels drets de les persones grans, proposant aquest mateix any el seu reconeixement en l'Assemblea de les Nacions Unides, que els reconeixeria el 1991 a l'aprovar els Principis de les Nacions Unides a Favor de les Persones d'Edat.

### La igualtat entre homes i dones
Durant el primer govern de Perón es va produir un canvi històric pel que fa al reconeixement dels drets de la dona. Es van incorporar al màxim text jurídic els nous drets socials i el vot femení, que havia estat aprovat el 1947, i que reivindicava la dona fins llavors marginada de la vida política argentina.

#### El sufragi femení
El 1947, es va sancionar la llei reconeixent a totes les dones majors de 18 anys el dret a votar i ser votades (sufragi femení), existint recentment llavors el sufragi universal a l'Argentina. El dret ja havia estat reconegut a San Juan per la reforma constitucional de 1927. A nivell nacional, el dret al vot venia sent reclamat per les dones des de 1907, quan Alicia Moreau i altres dones van fundar el Comitè Pro Sufragi Femení. No obstant això, ni la Unió Cívica Radical ni els conservadors van recolzar institucionalment el reclam i els projectes presentats van ser sistemàticament rebutjats.
No obstant això les resistències al sufragi femení no estaven absents tampoc en el peronisme. En aquest sentit Eva Perón va tenir un paper important. Després del 17 d'octubre de 1945, a proposta d'Evita, Perón des del seu càrrec de vicepresident, va intentar sancionar la Llei del vot femení. No obstant això les resistències tant dins de les Forces Armades al govern, com de l'oposició, que al·legava intencions electoralistes, van frustrar l'intent. També va influir el fet que la influència d'Evita dins el peronisme era relativament feble abans del 24 de febrer de a 1946.

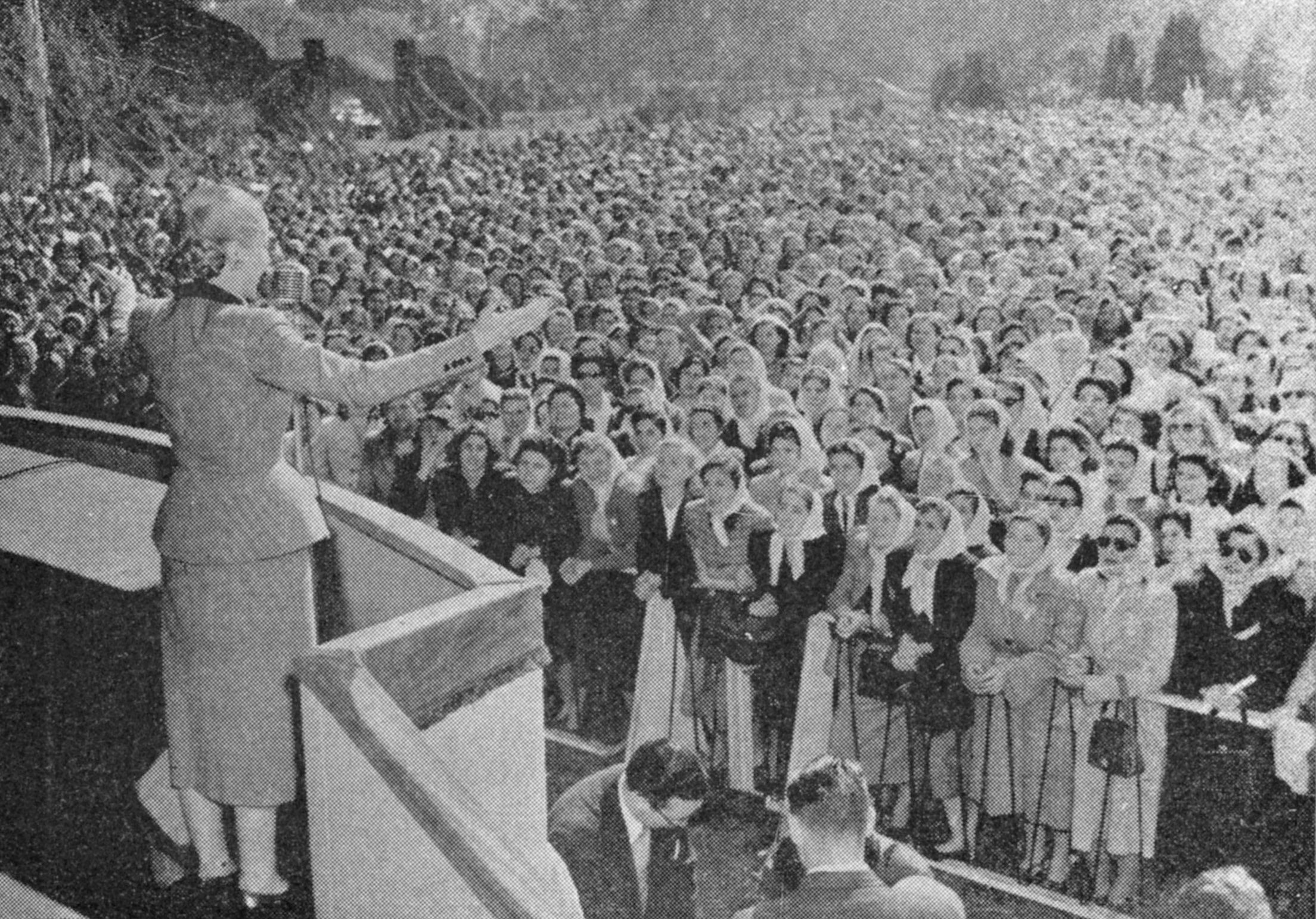
Eva Perón parlant a una multitud de dones
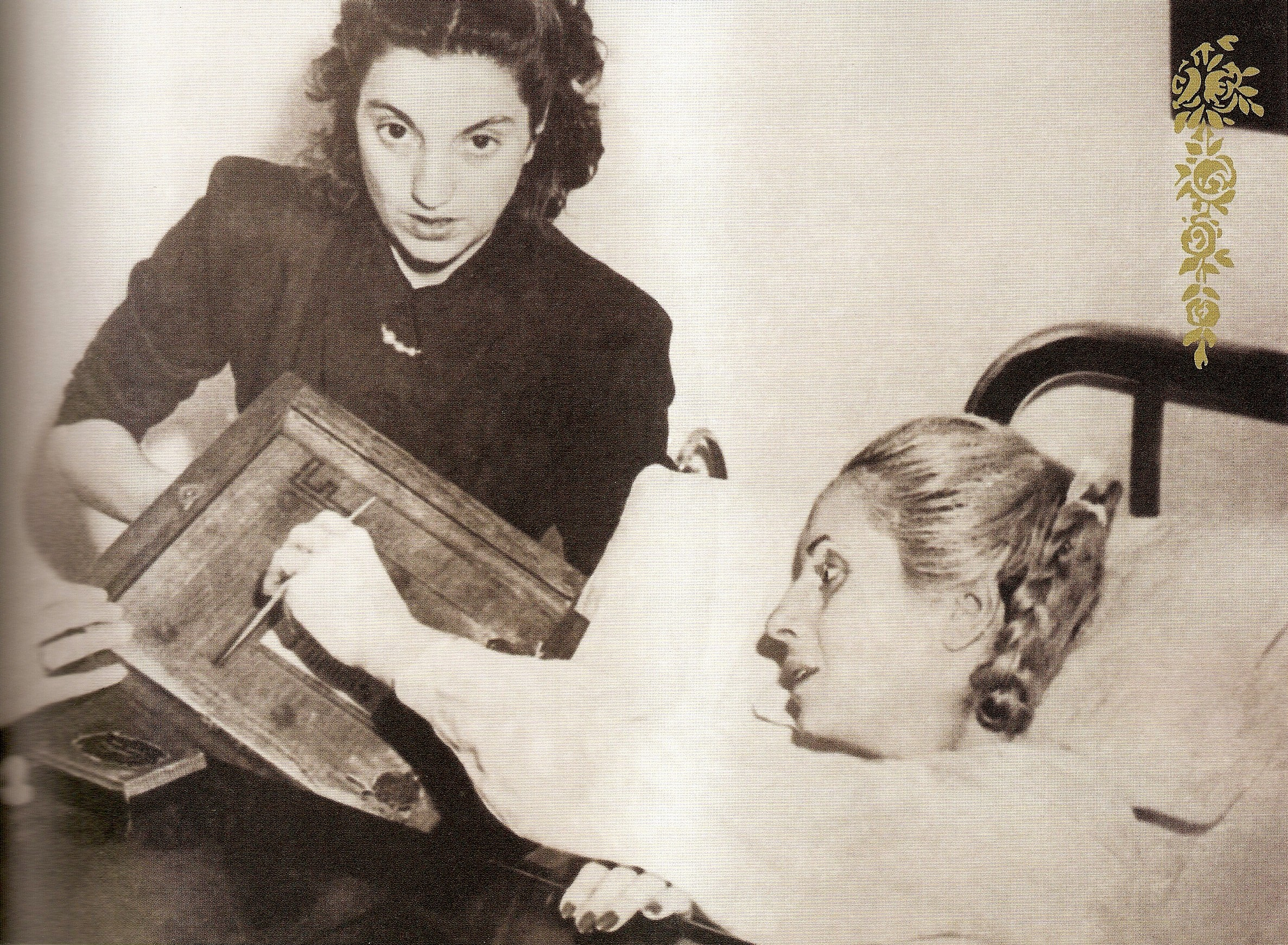
Evita votant a l'hospital el 1951. Va ser la primera vegada que les dones van votar a les eleccions nacionals argentines

Després de les eleccions de 1946, Evita va començar a fer campanya oberta pel vot femení, a través de mítings de dones i discursos per ràdio, al mateix temps que la seva influència dins del peronisme creixia. El projecte de llei va ser presentat immediatament després d'assumit el govern constitucional (1r de maig de 1946). Tot i que era un text brevíssim en tres articles, que pràcticament no podia donar lloc a discussions, el Senat recentment va donar mitja sanció al projecte el 21 d'agost de 1946, i va haver d'esperar més d'un any perquè la Cambra de Diputats sancionés el 9 de setembre de 1947 la Llei 13.010 de sufragi femení, establint la igualtat de drets polítics entre homes i dones.

#### Igualtat jurídica en el matrimoni i la pàtria potestat
La igualtat política d'homes i dones, es va complementar amb la igualtat jurídica dels cònjuges i la pàtria potestat compartida que va garantir l'article 37 (II.1) de la Constitució de 1949. El text va ser directament escrit per Eva Perón. El 1955, la Constitució va ser derogada, i amb ella la garantia d'igualtat jurídica entre l'home i la dona en el matrimoni i enfront de la pàtria potestat, reapareixent la prioritat de l'home sobre la dona. La reforma constitucional de 1957 tampoc va reincorporar aquesta garantia constitucional, i la dona argentina va romandre discriminada legalment fins que es va sancionar la Llei de pàtria potestat compartida el 1985, durant el govern de Raúl Alfonsín.

### Drets dels treballadors
A la reforma constitucional de 1949, el peronisme va incloure els drets dels treballadors, que es van perdre quan la dictadura antiperonista que va prendre el poder el 1955, va derogar per proclama militar la Constitució Nacional. La reforma constitucional de 1957 va restituir alguns drets laborals i va afegir altres.

### Drets de la infància
A la reforma constitucional de 1949, el peronisme va incloure els drets de la infància, que es van perdre quan la dictadura antiperonista que va prendre el poder el 1955 va derogar per proclama militar la Constitució Nacional. Deu anys després, les Nacions Unides aprovaria la Declaració dels Drets de l'Infant.

### Drets polítics dels habitants dels territoris nacionals
A la reforma constitucional de 1949, el peronisme va incloure per primera vegada els drets polítics dels habitants dels territoris nacionals, que fins aquell moment no tenien dret a triar al Poder Executiu, ni als seus representants al Congrés de la Nació. A la segona presidència de Perón, tots els territoris nacionals van ser provincializats, atorgant-li d'aquesta manera drets polítics plens als seus habitants. La dictadura antiperonista que va prendre el poder el 1955 anul·laria algunes de les noves províncies, llevant-li als seus habitants els drets polítics, en alguns casos fins al govern peronista de Carlos Menem el 1991.

### Hábeas corpus
El primer peronisme va incloure el habeas corpus en la Constitució Nacional, per tal de garantir la llibertat dels ciutadans i ciutadanes davant de les detencions arbitràries per part de l'Estat. L'habeas corpus seria tret de la Constitució per la dictadura antiperonista que va prendre el poder el 1955, i va tornar a ser inclòs per reforma constitucional de 1994, durant la presidència de Carlos Menem.

### Dret de reunió
El primer peronisme va incloure el dret de reunió en la Constitució Nacional, per tal de garantir la llibertat dels ciutadans i ciutadanes per mobilitzar-se i manifestar col·lectivament. La Constitució de 1853/1860 havia establert un sistema estrictament representatiu, restringint el dret de reunió, prohibint la deliberació dels ciutadans i les reunions de persones per peticionar en nom de la vila (art. 22). El dret de reunió seria tret de la Constitució per la dictadura antiperonista que va prendre el poder el 1955 i mai més seria inclòs a la Constitució argentina.

### Prohibició de les diferències racials
El primer peronisme va prohibir les diferències racials en la Constitució Nacional, per tal de combatre el racisme. La prohibició seria anul·lada per la dictadura antiperonista que va prendre el poder el 1955 i mai més seria inclòs a la Constitució argentina..

### Relació amb la premsa
Quan Perón va assumir el govern, molt pocs diaris el recolzaven: Democracia, El Laborista i La Época. Aviat van començar les mesures més variades per combatre els mitjans opositors. En primer lloc, la provisió de paper de diari, que era totalment importat, va ser distribuït pel govern fixant quotes summament reduïdes per als mitjans hostils. En segon terme, la utilització de la prohibició d'enviar determinats diaris per correu, també els freqüents processos per desacatament contra els editors i directors de diaris com David Michel-Torino, propietari del diari El Intransigente de la ciutat de Salta, i les clausures de mitjans de premsa desafectes amb el govern que van ser expropiats, com La Prensa i La Nueva Provincia de Bahia Blanca.

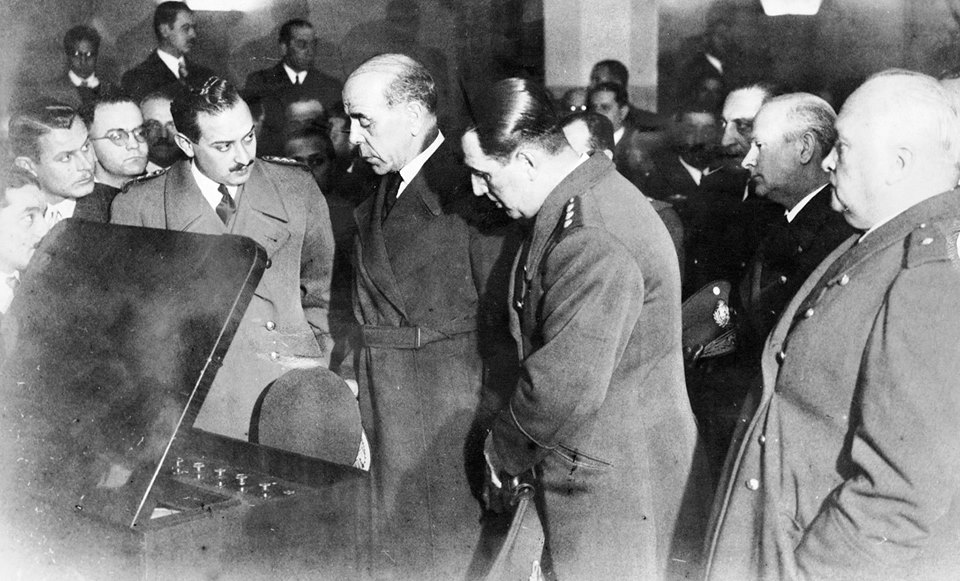
El president de facto Edelmiro Farrell i el vicepresident Juan Domingo Perón observen una prova experimental de televisió el 1944

La cinematografia es va veure beneficiada per la posada en marxa de tres mesures: la obligatoridad de l'exhibició de pel·lícules argentines a tot el país (Llei 1299/47), la reglamentació de la llei de protecció a la indústria cinematogràfica (Decret 16688/50) i la protecció a la indústria cinematogràfica (Decret 11731/52), assolint com a resultat que el 1950 es produeixin 58 pel·lícules. En el període 1946-1955, es reformulen tradicions culturals populars, s'integren influències dels realismes europeus, però bàsicament es modalitzen les propostes de cinema clàssic de Hollywood. Aquestes polítiques van beneficiar de diferents maneres a la indústria cinematogràfica. Aquesta legitimació del sector es va accentuar, a més, amb la realització a Mar de Plata, del primer Festival de Cinema Argentí al mes de març de 1948.
La premsa gràfica es va afavorir amb la ratificació de la Llei de l'Estatut del periodista professional declarada el 1946.
Pel que fa a la televisió, la primera transmissió es va realitzar des Canal 7 el 17 d'octubre de 1951 amb l'emissió d'un acte polític, el «Dia de la Lleialtat», realitzat en Plaça de Mayo.
Durant l'època peronista va haver un creixement sense igual de les activitats relacionades amb les indústria editorial (de la publicació d'obres nacionals i de l'edició d'exemplars) que si bé és possible detectar-les des de la dècada del 1930, es va incrementar en percentatges històrics durant el peronisme, mentre que «una bona part d'aquestes pròsperes editorials pertanyien o estaven directament controlades per opositors a govern». Des de finals de 1949, la comissió parlamentària bicameral anomenada Comissió Visca, la comesa original era investigar tortures aplicades per la policia, es va dedicar a realitzar investigacions, violacions de domicili i clausures de mitjans de premsa no oficialistes que va afectar unes 70 publicacions.
De manera paral·lela, el govern (aplicant una combinació de beneficis i pressions, tant oficials com sindicals) va anar adquirint de manera directa (o a través de testaferros, segons Félix Lluna) diaris, revistes i emissores de ràdio. Així, per exemple, va comprar els diarisDemocracia, La Razón, Crítica i Noticias Gráficas, i el conglomerat Haynes que reunia al diari El Mundo i la ràdio del mateix nom (encara que aquestes últimes dues adquisicions es mantenien en reserva sense deixar-les transcendir al públic).
A l'acabar el govern de Perón, només dos diaris de circulació nacional (La Nación i Clarín) no pertanyien a l'Estat, el qual controlava la totalitat de les ràdios a les quals la Llei 14.241 havia agrupat en quatre cadenes.

### Manteniment de la Llei de Residència de 1902
Durant el govern peronista es va intentar derogar la Llei 4144 de Residència, que autoritzava al Poder Executiu a expulsar immigrants estrangers que comprometessin la seguretat nacional o pertorbessin l'ordre públic. La Llei havia estat sancionada el 1902 a iniciativa del govern conservador de Julio Argentino Roca, segons projecte original de Miguel Cané i mantinguda pels governs radicals d'Hipólito Yrigoyen (1916-1922; 1928-1930), Marcelo T. de Alvear (1922-1928) i Roberto M. Ortiz (1936-1940), sent àmpliament utilitzada contra el moviment sindical.
El diputat peronista José Marotta va proposar derogar-la dient que «al Parlament argentí mai s'han assegut més treballadors ... no pot ser més propici el moment per satisfer aquesta acaronada i vella aspiració. És un deure ineludible en homenatge a tants lluitadors obrers que van ser màrtirs ...» Quan l'oposició (inclòs el diputat conservador Pastor) va expressar el seu suport a la derogació de la llei, la majoria peronista es va oposar i el diputat peronista Alcides Montiel, sindicalista cerveser d'origen socialista, fundava la seva negativa en el fet que «abans, la llei ens sacrificava a nosaltres perquè la manejaven ells, ara la llei la fem servir nosaltres i no s'ha de témer arbitrarietats». Per la seva banda, mentre presidia la Comissió d'Assumptes Constitucionals de la Cambra de Diputats, John William Cooke i el cos tractava sobre la Llei de Residència, va afirmar que la llei seria útil contra els «estrangers indesitjables» que podien arribar al país en la postguerra i va votar contra la seva derogació.
Durant el govern peronista, la Llei va ser utilitzada contra activistes estrangers nazis i comunistes. Entre els casos en què va ser aplicada es troben els alemanys nazis José Enrique Arzac Moya, Fritjof Schmidt, Claudio Joaquín Watjen i Juan Sigfrido Becker, i el comunista paraguaià Obdulio Barthe (que va ser detingut a Buenos Aires, torturat en contra de la llei vigent durant el peronisme, i expulsat el 1950 al Paraguai governat per Federico Chaves, on va estar 4 anys a la presó)
També van ser expulsat treballadors i activistes gremials que provenien de règims autoritaris, com ara Francisco Guerreiro Apolonio (treballador petrolier a qui el govern argentí no li va permetre viatjar per refugiar-se als Països Baixos i el van lliurar a la policia portuguesa del dictador António de Oliveira Salazar), i l'italià Armando Mirra (que va gosar a qüestionar la política immigratòria argentina a la revista Tempo i va ser deportat mentre la seva família argentina continuava al país).
Es coneix l'expulsió durant el govern peronista de 13 estudiants peruans en total, alguns dels quals a l'arribar al seu país van ser reclosos en el presidi El Frontón. Hilda Wajselfisz, estudiant de Belles Arts nascuda a Polònia va ser detinguda i deportada el 1954 per decret reservat signat per Perón i Ángel Borlenghi. Per la seva banda, el grec Kiriakos Kisikis va ser deportat el 1951 i va quedar en el camp de concentració de Makronisos.

### Els actes de violència

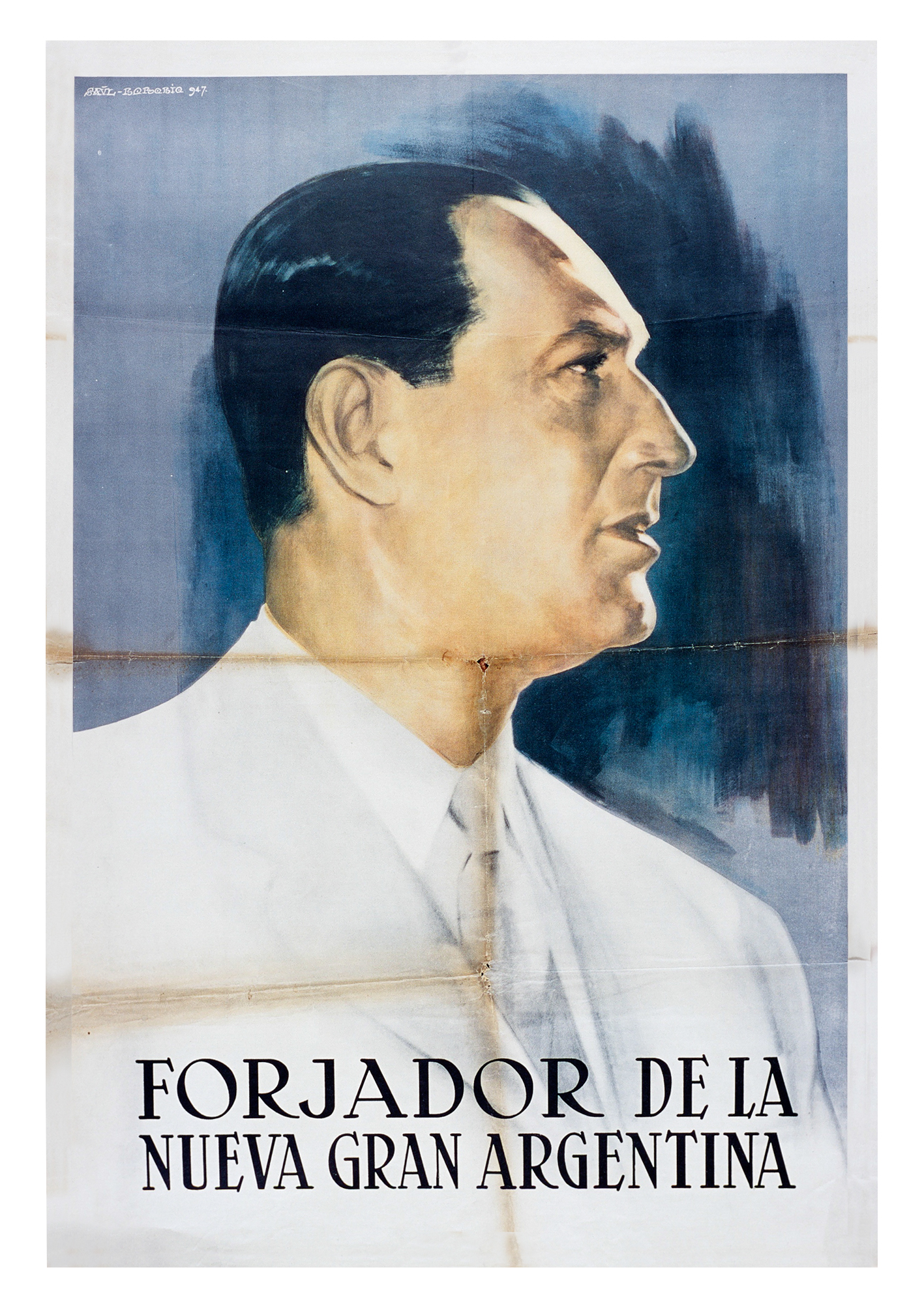
Cartell de propaganda oficial característic del govern de Perón

En el marc de l'enfrontament frontal entre peronistes i antiperonistes, es van produir violacions de drets humans a causa de la persecució d'opositors (especialment de comunistes), així com actes terroristes i moviments colpistes, per part de sectors de l'oposició. Pel que fa als grups terroristes, els més qüestionats van ser alguns sectors de l'Marina de Guerra i els anomenats «ordres civils» o «ordres de ferro», que van causar amb les seves accions la mort de centenars de civils. Els peronistes acusaven als antiperonistes de participar en complots, actes terroristes i intents de cops d'Estat. En aquest sentit, l'organisme més qüestionat utilitzat pel govern peronista, va ser la Secció Especial de la Policia Federal, on hi va haver tortures, entre ells al dirigent laborista Cipriano Reyes, a les empleades telefòniques que no estaven d'acord amb la conducció oficial del sindicat, i a l'estudiant Ernesto Mario Bravo. Segons l'historiador antiperonista Félix Luna:
| «            | [El govern] va negar la desaparició de Bravo, va negar les tortures, va denunciar tot com una maniobra opositora, i fins al Consell Superior del Partit Peronista va insistir que l'episodi sencer havia estat «una confabulació amb el propòsit de subvertir l'ordre». I quan la decisió judicial va fer innegable tot el que s'havia negat, va prémer els cargols dels mitjans periodístics per fer sobre el tema una espessa bafarada de desinformació i va moure els magistrats necessaris per exculpar els torturadors. Quan es va defensar va fer seves les seves culpes, les va endossar, el que revela la tremenda insensibilitat que s'havia instal·lat en les estructures oficials. Maltractar un ciutadà era perdonable, si a més a era un comunista, llavors era un servei a premiar. Doncs (no cal dir-ho) Lombilla i els seus col·laboradors van tornar als seus llocs i van ser ascendits, com correspon. | » |
| — Félix Luna | |   |

Un dels primers atemptats va ser sofert el 1947 pel dirigent sindical i diputat nacional Cipriano Reyes (1906-2001), integrant inicialment del bloc peronista però oposat a la decisió de Perón de dissoldre el Partit Laborista junt als altres dos partits que havien sostingut seva candidatura el 1946, per crear un únic partit peronista. En l'atemptat va morir el xofer de Reyes i ell mateix va resultar ferit. Poc després, Cipriano Reyes i altres dirigents laboristes van ser detinguts sota l'acusació d'estar planejant l'assassinat d'Eva Perón, sent severament torturats per la Policia Federal i condemnats en un procés en el qual no es van respectar la garanties dels acusats. Altres opositors que van patir tortura van ser el militant universitari socialista Luis Vila Ayres, Germán Pedro Sánchez, Jorge Fauzon Sarmiento, Luis Pujol, Francisco Elizalde i l'advocat radical Juan Ovidi Zavala. A l'interior de país, Félix Lluna afirma que el dirigent sindical Carlos Aguirre va ser detingut i torturat el 1949 en el marc d'una vaga de treballadors del sucre fins a resultar mort per la policia en els soterranis de la Casa de Govern de Tucumán.
Després de l'atemptat terrorista a la Plaça de Mayo del 15 d'abril de 1953, a la qual un grup comando va col·locar una bomba durant una manifestació sindical organitzada per la CGT, que va assassinar 5 treballadors i va deixar més de 90 ferits, van patir tortures el demòcrata progressista Carlos Alberto González Dogliotti i el radical Roque Carranza (un dels involucrats en l'atemptat terrorista, que resultaria ministre de Defensa de Raúl Alfonsín el 1983), tots dos responsables l'atac, així com Yolanda JV d'Uzal i els germans Maria Teresa i Jorge Alfredo González Dogliotti.
El 16 de juny de 1955, un grup de militars i civils (entre els quals es trobava el dirigent radical Miguel Ángel Zavala Ortiz), va intentar un cop d'estat que va finalitzar al fracàs. En el curs de la mateixa, els colpistes van ordenar bombardejar la Plaça de Mayo, causant la mort de 364 civils i més de 800 ferits. El fet és conegut com el bombardeig de Plaça de Mayo i és una de les massacres més greus de la història de l'Argentina.
Van ser moltes les conspiracions que es van anar teixint, gairebé totes elles totalment boges i sense cap possibilitat de concretar-se, però que de totes maneres donen la idea que per part de l'oposició tampoc existia la idea d'un joc lleial. Per la seva banda els antiperonistes acusava el procedir autoritari del govern, el control dels mitjans de comunicació i les accions repressives.
El 1955 va sobrevenir l'enderrocament de Perón i la instauració de la dictadura militar denominada com Revolució Alliberadora, la qual era recolzada pels sectors antiperonistes i l'Església. Als dos mesos del cop d'Estat, la direcció encapçalada pel president de facto Eduardo Lonardi va ser desplaçada, el peronisme va ser proscripte i va haver simpatitzants perseguits, torturats i assassinats. Un dels casos més famosos van ser els Afusellaments de José León Suárez, que van deixar com a saldo la mort de 18 militars i 13 civils executats sense judici previ.

## La política exterior

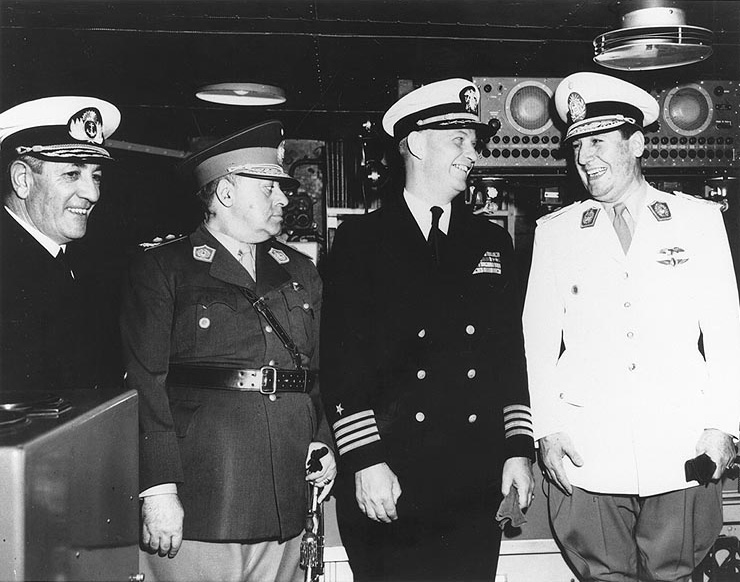
Perón visita lUSS Huntington, al port de Buenos Aires el 1948

La política exterior del primer govern peronista, portada endavant per l'exdirigent sindical socialista Juan Atilio Bramuglia, es va caracteritzar per prioritzar una política d'aliances sud-americanes, principalment amb el Brasil, Xile i el Paraguai, que permetessin establir un grau d'autonomia dels Estats Units d'Amèrica. Simultàniament, enfront de la Guerra Freda, Bramuglia va establir el principi de la tercera posició, pel que l'Argentina va adoptar una postura de no-alineament davant Estats Units, ni davant la Unió Soviètica, anticipant el Moviment de països no alineats fundat el 1961.
El govern sorgit del cop d'Estat de 1943 havia estat vist amb desconfiança per alguns països aliats, principalment els Estats Units des que va abandonar la neutralitat en 1941 i va exigir que tots els països d'Amèrica Llatina seguissin la seva decisió. En sentit contrari, Gran Bretanya impulsava la neutralitat argentina i veia amb desconfiança les pressions dels Estats Units per obligar a l'Argentina a entrar en guerra i portar el conflicte a terres sud-americanes. La declaració de guerra a l'Eix, decisió per la qual havia advocat el coronel Perón com a vicepresident de la Nació, va ser vista per Estats Units i alguns països d'Amèrica Llatina com una decisió oportunista que no modificava la imatge de govern relativa a la seva falta de alineament automàtic amb els Estats Units, a punt tal que la manca de reconeixement del president Farrell va impedir que el país estigués representat en la Conferència Interamericana que va culminar amb l'Acta de Chapultepec (de 1945).
Perón havia realitzat la seva campanya electoral reivindicant els objectius d'aquell cop d'Estat i proclamant hereu dels seus ideals, i va continuar en aquesta posició durant els primers temps del seu mandat, el que ocasionava que a l'exterior, i principalment en alguns funcionaris del Departament d'Estat dels Estats Units i en la premsa d'aquest país, se'l seguís identificant amb la imatge projectada pel govern que el va precedir, fins a tal punt que molts van bregar perquè s'impedís al país a participar en l'organització internacional que s'estava planificant.
La missió que havia realitzat a Europa enviada el 1939 pel govern havia donat a Perón una visió més directa dels esdeveniments que allí s'estaven desenvolupant tant pel que fa a la qüestió social, com a l'ascens de l'intervencionisme estatal i a les relacions de poder en que es desenvolupava el món.
La política exterior de Perón va estar influïda per la seva opinió que en el món de postguerra Argentina tenia una posició privilegiada en el seu caràcter de gran productora d'aliments, que li significava una oportunitat que havia d'aprofitar. També considerava inevitable que en un futur no llunyà ocorregués un altre conflicte bèl·lic de magnitud, si això succeïa la seva posició seria encara més avantatjosa.
D'altra banda, eren molts els que tenien la convicció que la Gran Bretanya (amb la qual Argentina havia mantingut una «relació especial» fins a la fi de la guerra) tornaria a ascendir al nivell prebèl·lic de gran potència, i això portava inevitablement a una subvaloració del paper dels Estats Units com a nova potència hegemònica mundial. En això coincidien tant els que estaven lligats als interessos agropecuaris com els nacionalistes disposats a sobredimensionar al seu tradicional enemic.
Perón va designar com a Ministre de Relacions Exteriors en el seu primer gabinet a l'advocat laboralista Joan Atilio Bramuglia (de formació socialista) i la primera missió que li va encarregar Perón va ser la reinserció de l'Argentina en el món. Poc després d'assumir el nou govern, va obrir el debat sobre la posició que havia d'assumir l'Argentina davant de dos temes crucials de política exterior (les Actes de Chapultepec i la creació de l'Organització de les Nacions Unides), al sol·licitar al Congrés de la Nació que tractés el decret d'adhesió a aquests instruments.
Els legisladors peronistes van assumir majoritàriament una postura favorable a l'adhesió, al mateix temps que els sectors nacionalistes s'allunyaven del govern (ja que eren a la línia oposada) i realitzaven sorolloses manifestacions sol·licitant el rebuig. El projecte de llei va tenir entrada pel Senat, en el qual tots els integrants eren oficialistes, que el 19 d'agost de 1946 va aprovar la ratificació per unanimitat i va passar a la Cambra de Diputats per al seu tractament. Allà dins dels dos blocs hi havia qui sostenien posicions diferents que, fins i tot, podien arribar a provocar allunyaments. El peronista Joaquín Díaz de Vivar i altres tres diputats del mateix sector van presentar un despatx demanant l'aprovació de les Actes però amb reserves. Un altre peronista, Eduardo Beretta, es pronunciava per l'aprovació llisa i plana. Els membres radicals de la Comissió de Relacions Exteriors mantenien una posició propera a la de Díaz de Vivar. El diputat conservador Reynaldo Pastor també va objectar la ratificació. Amb diferents matisos bona part dels diputats de l'oposició opinava en contra de l'adhesió amb objeccions que per Félix Lluna eren mostra del sorprenent «irrealisme dels opositors» i que «la marca d'un nacionalisme sense concessions havia imprès profundament la seva ideologia». El diputat radical Ernesto Sanmartino va dir que «el primer deure dels representants argentins a l'Assemblea de les Nacions Unides serà promoure aquestes reformes urgents i bàsiques per incorporar el principi d'universalitat, de la igualtat absoluta de tots els estats, de la supressió del vet, de la renovació democràtica del Consell de Seguretat i de l'ampliació de facultats de l'Assemblea General, que ha de ser sobirana en tots aquests assumptes per respondre a un alt pensament i a una definida construcció democràtica, per posar fi a el vassallatge colonial». El seu company de bancada, Luis Dellepiane, es va preguntar: «Què és el que pot portar-nos a una vinculació amb aquest edifici (ONU) que s'esfonsa? Què és el que pot portar-nos a vincular-nos en aquest instant, en què no es pronuncia una sola paraula de pau en els debats que s'estan celebrant al Consell de Seguretat?». Arturo Frondizi va dir que quedaven en poder de governs estrangers «les nostres decisions de guerra i pau, els nostres recursos econòmics i fins al valor de la nostra moneda» i que «no pot subscriure sense reserves ni el Pacte de les Nacions Unides ni les Actes de Chapultepec. Hi ha allà obligacions de tot tipus que l'Argentina no podrà complir. Si es complissin fidelment els acords de Chapultepec, podria arribar a destruir-se no només la formació d'una consciència nacional, sinó també la formació de país des del punt de vista econòmic, financer, militar i cultural».
En el moment de la votació, els opositors es van abstenir per evitar que es fessin evidents les seves diferències internes i els peronistes van aprovar l'adhesió amb l'oposició de set dels seus membres.
La veritat és que el clima a Washington respecte de l'Argentina va començar a canviar ajudat per la sortida del Departament d'Estat de funcionaris que s'havien manifestat més crítics de Perón, i el 3 de juny de 1947, en un gest sense precedents, el president Harry Truman va convidar a l'ambaixador argentí (el Dr. Oscar Ivanissevich) a concórrer a la Casa Blanca, on va anar amablement amb la visible absència de Braden, que dos dies després va renunciar.
De manera immediata i comptant amb el beneplàcit dels Estats Units, el govern argentí va anunciar l'establiment de relacions diplomàtiques amb la Unió Soviètica, i tot seguit va iniciar tractes comercials i va tancar acords comercials amb Romania, Bulgària, Polònia, Txecoslovàquia i Hongria.
El 6 de juliol del mateix any, Perón en un discurs exposava els principis de la «tercera posició» entre capitalisme i socialisme, mitjançant la qual es donava a entendre que en la naixent Guerra Freda l'Argentina no s'alinearia de manera automàtica ni amb els Estats Units ni amb la Unió Soviètica.
Si bé en la faç discursiva Perón posava l'accent en una «tercera posició» diferent del comunisme i del capitalisme, era evident una diferència d'actitud enfront d'un i altre. Si d'una banda rebutjava totalment el comunisme per l'altra es declarava alineat en el bàndol occidental encara que rebutjava un capitalisme depredador a què considerava el responsable indirecte de l'aparició del comunisme.
El 1948 es va presentar una oportunitat de lluïment per a la diplomàcia argentina, quan el bloqueig soviètic a la comunicació per via terrestre va aïllar la zona de Berlín ocupada per Estats Units, Gran Bretanya i França, obligant-la a proveir-se mitjançant un pont aeri i pujant al màxim la tensió entre aquests països. A l'arribar la qüestió al mes d'octubre al Consell de Seguretat de l'ONU, el representant argentí va haver d'assumir la presidència de la mateixa reemplaçant al dels Estats Units que, en estar involucrat en el conflicte, no podia conservar el càrrec que estava exercint. Recolzat per una Comissió de Neutralitat formada pels membres no permanents, la representació argentina encapçalada pel canceller Bramuglia va realitzar una activa gestió mediadora i va formular propostes que van tenir incidència en la resolució del conflicte, rebent molts elogis per part dels diplomàtics estrangers.
José Paradiso considera sobre la política exterior de govern peronista que:
| «               | En ocasions ella ha estat considerada una gran responsable de les desventures argentines posteriors, altres vegades com l'expressió d'un raonable pragmatisme quan no com l'altra d'un sagaç visionari. Probablement cap d'aquestes versions sigui la correcte, encara que cadascuna d'elles pot reclamar per a ella una part de la veritat. | » |
| — José Paradiso | |   |

A el mateix temps, encara desperta controvèrsies entre els historiadors l'acollida a l'Argentina de nazis pròfugs durant i després de la Segona Guerra Mundial.

## Les reformes socials
Entre altres reformes socials i polítiques, durant el seu primer govern Perón va derogar la llei que establia la discriminació entre fills legítims i il·legítims, i va comprar a nom de l'estat (dels capitals estrangers, majoritàriament britànics) els ferrocarrils, creant l'empresa Ferrocarrils Argentins (1948). Es va establir el monopoli estatal del comerç exterior mitjançant l'Institut Argentí de Promoció de l'Intercanvi (IAPI) i es va desenvolupar un ampli pla d'habitatges per a treballadors. El 1951 va començar a transmetre LR3 Televisió Ràdio Belgrano, actualment anomenat Canal 7.
Durant el primer govern peronista, el component salarial de l'ingrés nacional va superar, per primera vegada en la història, a la retribució obtinguda en concepte de guanys, interessos i renda de la terra. El 1948 aquell ascendia a 53% contra 47% d'aquest, el que es comparava favorablement amb la situació imperant només un lustre enrere, quan els treballadors percebien 44,4% i els empresaris, capitalistes i rendistes rebien 55,6%.

## La política laboral
Durant el seu govern, va seguir endavant amb la Secretaria de Treball de la Nació que tenia en el seu organigrama les funcions del Departament de Treball i a altres reparticions, com ara la Caixa Nacional de Jubilacions i Pensions, la Direcció Nacional de Salut Pública i Assistència Social, la Junta Nacional per a Combatre la Desocupació, la Cambra de Lloguers, entre d'altres. La seva funció consistia a centralitzar tota l'acció social de l'Estat i fiscalitzar el compliment de les lleis laborals. Per realitzar tot això comptava amb delegacions regionals a tot el país.

### La vaga ferroviària de 1950
El 15 de novembre de 1950 va començar una vaga ferroviària per reclams salarials que va finalitzar amb un «acord de cavallers» entre vaguistes i funcionaris del Ministeri de Treball d'acord amb el qual retornarien a la feina el dia 24 de novembre, se'ls concediria un augment salarial i es deixarien sense efecte les sancions aplicades als vaguistes. En la primera setmana de desembre, el govern va deixar sense efecte el conveni arribat i va acomiadar i empresonar als líders del moviment de força. Disconforme amb les gestions que havia realitzat el secretari de Transports, el coronel Castro, Perón el va obligar a que renunciés el 16 de gener de 1951.
A l'endemà, un decret de Perón va disposar la mobilització militar dels ferroviaris a càrrec de l'Exèrcit. Prop de dos mil treballadors van ser detinguts i uns tres-cents van quedar a la presó, produint-se el retorn a la feina dels vaguistes tres dies després.

## La reforma constitucional
Durant el primer govern de Perón es va reformar la Constitució Nacional de 1949 incorporant-se els drets laborals i socials (art. 37) que van caracteritzar al constitucionalisme social i les bases jurídiques per expropiar grans empreses monopolistes (art. 40). A el mateix temps s'establia la reelecció presidencial indefinida (art. 78). Aquesta Constitució seria derogada per una proclama del règim militar que va enderrocar al govern de Perón.